# Tout le monde il est beau
Pour les articles homonymes, voir Tout le monde il est beau, tout le monde il est gentil (homonymie).
Singles de Jean Yanne
Le Permis
(1967) Pour l’amour des sous
(1972)
Tout le monde il est beau est une chanson française, générique du film de Jean Yanne, Tout le monde il est beau, tout le monde il est gentil, sorti en 1972. Le single s'est vendu à plus de 75 000 exemplaires.

## Contexte
Sur une musique de Michel Magne, qui partage avec Jean Yanne, qui en est le parolier, un « regard caustique et désabusé » sur les années pompidoliennes, la chanson fait référence, sur un ton apparemment détaché, à l'actualité des années 70 : les affrontements rue Gay-Lussac durant les événements de mai 1968 (« Quand ça Gay-Lussac, lorsque partout l'on entend le bruit des matraques sur les crânes intelligents »), la guerre du Viêt Nam (« Quand dans le ciel calme, l'avion par-dessus les toits, verse son napalm sur le peuple indochinois »), la famine au Bangladesh (« Quand c'est la fringale, lorsqu'en place d'aliment, les feux du Bengale cuisent les petits enfants ») ou au Biafra (« Quand le mercenaire ne songe qu'à vivre en paix et se désaltère avec un demi Biafrais »). Le refrain se veut ironiquement réconfortant : « Tout le monde il est beau, tout le monde il est gentil ! »